# Pilocarpus microphyllus
O Pilocarpus microphyllus (jaborandi) é uma planta arbustiva que pode atingir até 1,5 metros de altura, originária do Brasil, adaptada às regiões de clima subtropical. É perinérvea, seu limbo é falciforme e seu bordo é liso.
Diferentes plantas receberam o nome popular de jaborandi, dentro da família Rutaceae outras espécies dos gêneros Esenbeckia, Zanthoxylum e Monnieria já receberam essa denominação. Em diversas outras famílias o fenômeno se observa como em espécies de Piper, Verbena e Herpestis. Entretanto, o verdadeiro jaborandi é descrito como pertencente ao gênero Pilocarpus, da família Rutaceae, com discrepantes quantidades de espécies descritas na literatura.
O jaborandi ocorre originalmente na região Norte e Nordeste do Brasil, em especial nos Estados do Pará, Maranhão, Piauí e Ceará. O Estado do Maranhão é o principal responsável pela produção de folhas de jaborandi para fins comerciais e exportação com cerca de 95% da produção nacional (IBGE 1975-1998).
O P. microphyllus é conhecido como “jaborandi legítimo” ou “jaborandi do Maranhão” e das suas folhas é extraída uma substância chamada pilocarpina, que é usada como medicamento fitoterapêutico, que tem propriedades sudoríferas, diuréticas, indutora de salivação e revitalizante capilar.
O termo original vem do Tupi "Ya-bor-andi" e quer dizer "que faz babar", certamente relacionado à propriedade originalmente conhecida dos extratos dessa planta por induzir salivação abundante. Inicialmente usada pelo indígenas nas regiões Norte e Nordeste do Brasil, a planta foi levada para a Europa pelo médico brasileiro Sinfrônio Coutinho, em 1876. Posteriormente foi descoberta a pilocarpina, bem como suas aplicações oftalmológicas.
Nas regiões de ocorrência natural do jaborandi ocorre intenso extrativismo vegetal que visa fornecer folhas da planta para os laboratórios que extraem a pilocarpina. Associado a esse extrativismo também ocorre cultivo na planta no Município de Barra do Corda (MA), originalmente implantado pela empresa farmacêutica alemã Merck, que, por muito anos, dominou o mercado de pilocarpina.
É indicada para afecções bronqueais, reumatismo, glaucoma.

## Morfologia
Pilocarpus microphyllus é uma planta arbustiva, apresenta folhas simples ou compostas unifolioladas, bifolioladas ou imparipinadas; folíolos opostos, subpostos ou alternos e pecíolo subcilíndrico. Lâmina cartácea ou coriácea com superfície plana ou bulada entre as nervuras secundárias, pubescentes ou glabra, possui também margem inteira e regular.
Sua inflorescência é racemosa ou espiciforme, flores de coloração que variam de creme a vináceas com (4-)5-meras. Bissexuadas, actinomorfas, sésseis ou pediceladas, pétalas livres, (4-)5 estames livres, (4-)5 carpelos conatos na base e livres na porção superior e presença de 1-2 óvulos por carpelos. O fruto é 1(-5)-folicular com mericarpos conchiformes e uma semente por mericarpo, reniforme, os cotilédones são iguais e plano-convexos.
Possível encontrar em florestas ombrófilas densas, afloramentos rochosos e em clareiras. Seu florescimento ocorre entre março a julho e a frutificação de março a setembro.

## Características farmacológicas
A pilocarpina é um alcaloide natural, obtido das folhas de arbustos tropicais das Américas pertencentes ao gênero Pilocarpus, com ações parassimpatomiméticas (simulando o efeito do sistema parassimpático), possuindo um princípio ativo capaz de exercer funções semelhantes à acetilcolina, estimulando, assim, a secreção das glândulas sudoríparas, lacrimais e salivares exercendo efeito colinérgico sobre os receptores neuro-muscarínicos e musculatura lisa da íris e secreção das glândulas exócrinas do organismo. Seu efeito sobre as glândulas sudoríparas e salivares é mais intenso que o produzido pelos outros colinérgicos . A pilocarpina não possui amina quaternária em sua estrutura, por isso atravessa a barreira hematoencefálica.

## Usos clínicos
Por mais de 100 anos, a pilocarpina tem sido usada na terapia do glaucoma crônico de ângulo aberto e do glaucoma agudo de ângulo fechado. Após administração tópica ocular, a pilocarpina atua em um subtipo do receptor muscarínico de acetilcolina (M3), localizado no esfíncter da íris causando sua contração e concomitantemente contração do músculo ciliar, causando miose. Com aumento de tensão no esporão escleral e abertura dos espaços da malha trabecular. Ocorre assim, diminuição da resistência ao efluxo do humor aquoso e o consequente abaixamento da pressão intraocular.
Na oftalmologia, a pilocarpina também é usada para reduzir a possibilidade de ofuscamento das luzes noturnas em pacientes que tiveram implante de lente intraocular. O uso da pilocarpina reduz o tamanho das pupilas, aliviando os sintomas de fotofobia nesses casos pós-cirúrgicos. A concentração típica de pilocarpina é a sua concentração mais fraca, a de 1%.
Por estimular a secreção de grandes quantidades de saliva e suor, a pilocarpina é utilizada para estimular as glândulas sudoríparas antes dos testes do suor que medem a concentração de cloreto e sódio excretados no suor, principalmente para o diagnóstico de fibrose cística.
É usada atualmente como primeira linha de tratamento em doentes com xerostomia (produção insuficiente de saliva), que pode ocorrer como efeito colateral da radioterapia em cabeça e pescoço para o tratamento de neoplasias. O tratamento é difícil e pode ser alcançado com o alívio sintomático pela administração de gomas de mascar sem açúcar, hidratação frequente, substitutos salivares e sialogogos. A pilocarpina é um agente parassimpatomimético com propriedades β-adrenérgicas que estimula os receptores colinérgicos na superfície das glândulas exócrinas, causando uma redução nos sintomas de xerostomia.
A pilocarpina pode ser administrada por via intravenosa para exercer efeito antidoto contra envenenamento por atropina, um antagonista dos receptores muscarínicos.
Seu uso pouco comum é como paliativo temporário para presbiopia, desde 1999.

## Efeitos adversos
Efeitos adversos graves são raros, mas efeitos colaterais como sudorese, aumento da frequência urinária e rubor são comuns, com intensidade tipicamente média a moderada por um período curto de duração. A maioria das reações adversas está  relacionada à sua ação não seletiva como agonista do receptor muscarínico, portanto também pode causar salivação excessiva, broncoespasmo, aumento da secreção de muco brônquico, bradicardia, hipotensão, desconforto ocular e/ou dor quando usado como colírio e diarreia. Também pode produzir miose quando usado cronicamente como colírio. Portanto, os usos terapêuticos benéficos da pilocarpina são limitados por seus efeitos adversos.

## Constituintes químicos
- Alcaloides

São classificados como estruturas cíclicas contendo nitrogênio e derivados de aminoácidos. Estão localizados principalmente no tegumento externo das sementes e são fundamentais para o estoque de nitrogênio, proteção contra radiação ultravioleta e defesa química contra predadores. Os principais alcaloides encontrados no jaborandi são: pilocarpina, isopilocarpina, pilocarpidina, isopilocarpidina, pilosina, isopilosina, epiisopilosina, epiisopiloturina, 13- nora-7(11)-dehidropilocarpina, N,N-dimetil-5-metoxi-triptamina,  N,N-dimetil- triptamina, plastidesmina, (1H)-4-metoxi-2-quinolone e dictamina. A pilocarpina é um alcaloide colinérgico com a maior concentração na espécie e possui uma amina terciária.
- Cumarinas

São definidos como metabólitos secundários derivados do metabolismo da fenilalanina, precursores do ácido p-cinânico e do ácido p-cumarínico. Importante para tratamento de doenças de pele, como psoríase e vitiligo. Também atuam como anticoagulantes (dicumarol), atividade imunossupressora, relaxante vascular, hipolipidêmica e hipotensora (escoparona), antiespasmódica, espasmolítica, antitrombótica, atividade antioxidante, anti-HIV, antidepressivo, inibição da agregação plaquetária, ação hepatoprotetora e atiinflamatória.
- Terpenos

São biossintetizados a partir de isopentenil difosfato (IPP), através da via de mevalonato que dá origem aos mono- (C10), sesqui- (C15), di- (C20) e triterpenos (C30). Estão presentes na forma de óleos voláteis. 